# Idaea lutescens
Idaea lutescens là một loài bướm đêm trong họ Geometridae.